# Rembrandtweg

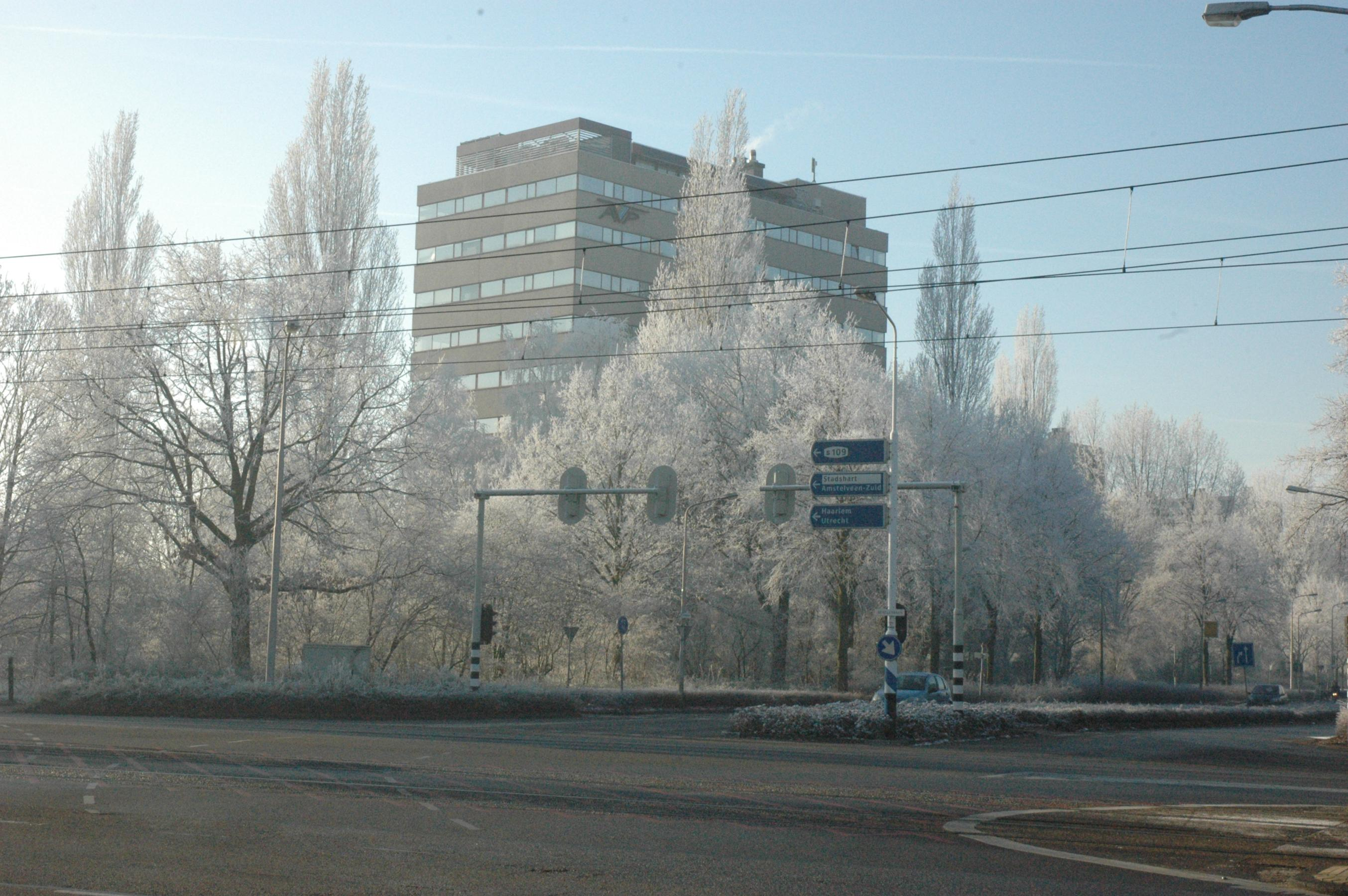
Rembrandtweg met kruising Beneluxbaan in 2008

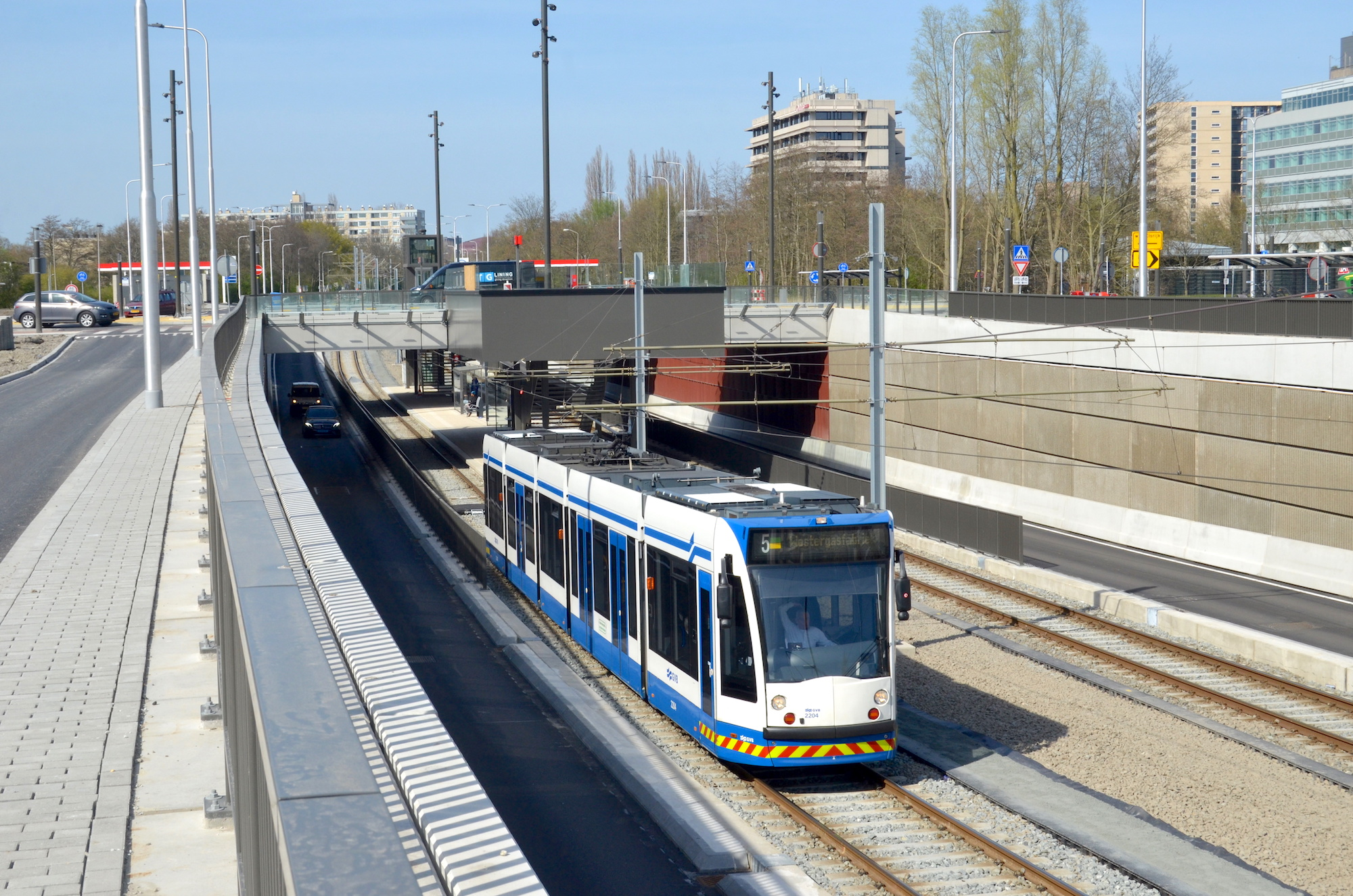
Combino 2204 op tramlijn 5 op de verdiepte halte Kronenburg; 7 april 2020, links de Rembrandtweg.

De Rembrandtweg is een belangrijke doorgaande straat in het stadshart en de wijken Elsrijk en Randwijck in de Noord-Hollandse stad Amstelveen. De straat verbindt het Stadsplein en Sandberghplein in het centrum van de stad met de wijken Kronenburg en Kostverloren in het noordoosten van de stad.
Oorspronkelijk was de doorgaande route voor het verkeer, maar ook voor de bussen van Maarse & Kroon, tussen de Keizer Karelweg, langs Plein 1960 naar de Pieter Lastmanweg en het eerste gedeelte van de Rembrandtweg tot de Meester G. Groen van Prinstererlaan. Na de metamorfose van Plein 1960 in het Stadsplein en Sandberghplein verdween daar het doorgaande verkeer. Het eerste gedeelte van de Rembrandtweg met winkels werd bij het voetgangers en winkelgebied getrokken en afgesloten voor het doorgaande verkeer.
Na de van Prinstererlaan is de straat weer voor het doorgaande verkeer bestemd en maakt een flauwe bocht naar links waarbij de gevels van de bebouwing deze bocht meemaken. Halverwege bij de Laan van Walcheren bevindt zich aan de linkerzijde onder een groot flatgebouw een buurtwinkelcentrum. Aan de rechterzijde op huisnummer 428 bevindt zich het Woonzorgcentrum Nieuw Vredeveld met in de tuin een kunstwerk van een zittend echtpaar. Daarna maakt de straat een scherpe bocht naar rechts tot de kruising met de Beneluxbaan waar zich sinds 2020 een ongelijkvloers verkeersplein met tramhalte bevindt. Na het verkeersplein en de rotonde met de Professor J.H.Bavincklaan en Eleanor Rooseveltlaan gaat de straat over in de Saskia van Uylenburgweg.
De straat kent verschillende soorten bebouwing, laagbouw, middelhoogbouw met winkels, hoogbouw met flats en enkele kantoorgebouwen in het laatste gedeelte.
Connexxion bus 174 rijdt stadinwaarts in één richting tussen de Laan van Walcheren en de Groen van Prinstererlaan door de straat. Voor de komst van de tram en sneltram in 1990 was de straat een belangrijke doorgaande busroute.
De straat is vernoemd naar Rembrandt van Rijn en officieel geopend op 23 november 1955.